# Igroš
Igroš (en serbe cyrillique : Игрош) est un village de Serbie situé dans la municipalité de Brus, district de Rasina. Au recensement de 2011, il comptait 571 habitants.

## Démographie
| 1948 | 1953  | 1961 | 1971 | 1981 | 1991 | 2002 | 2011 |
| ---- | ----- | ---- | ---- | ---- | ---- | ---- | ---- |
| 950  | 1 029 | 997  | 881  | 829  | 749  | 637  | 571  |

|  |